# Jákup á Borg
Jákup á Borg (ur. 26 października 1979 w Thorshavn na wyspie Streymoy) – piłkarz pochodzący z Wysp Owczych, grający na pozycji środkowego pomocnika lub napastnika.

## Kariera klubowa

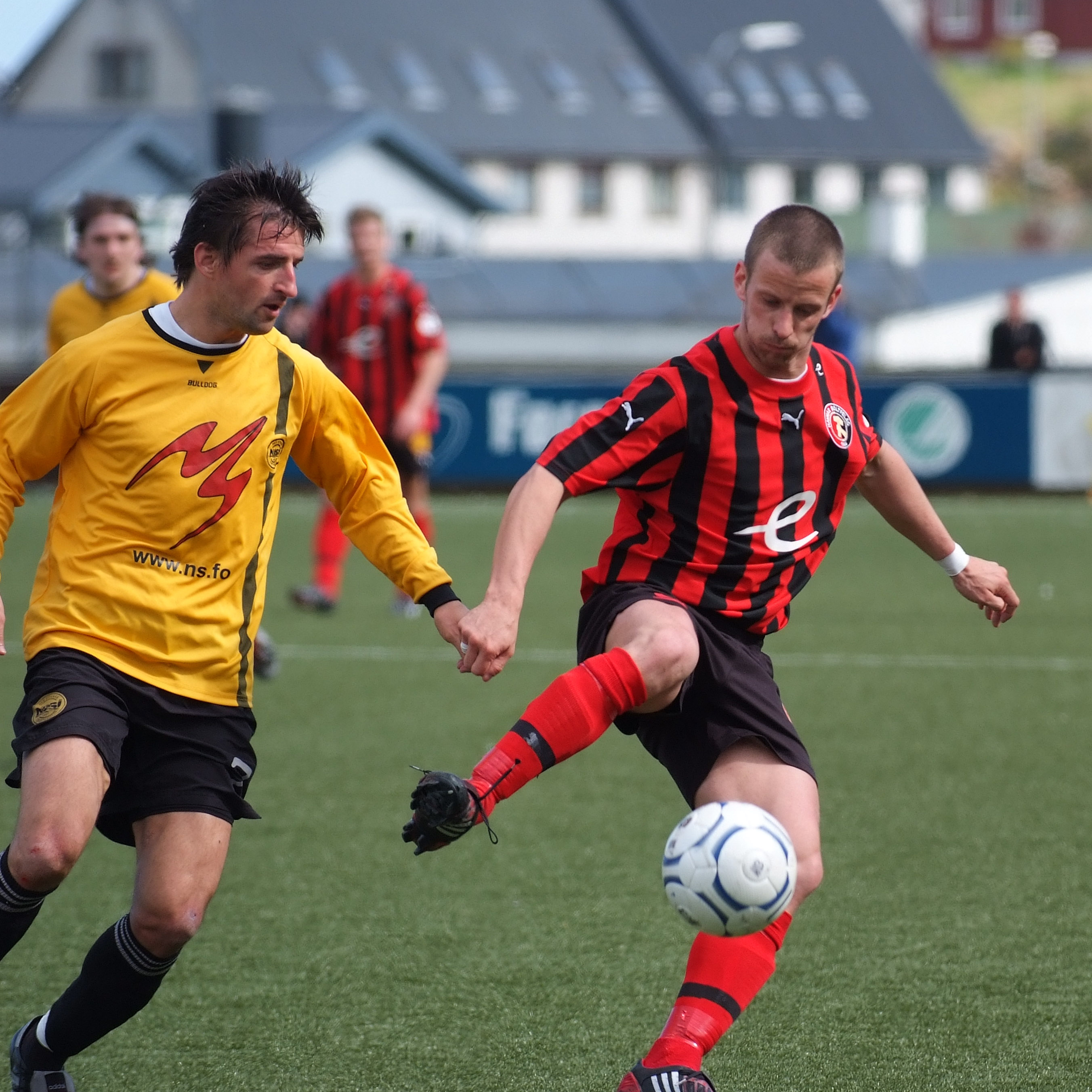
á Borg (po prawej) w meczu HB z NSÍ

Urodził się w stolicy Wysp Owczych, w mieście Thorshavn. Swoją piłkarską karierę zaczynał w B36 Tórshavn. Zadebiutował w nim już nie mając ukończonych 17 lat, w roku 1996. Już w pierwszym sezonie został zawodnikiem pierwszej jedenastki i zajął 4. miejsce w pierwszej lidze. W sezonie 1997 B 36 został mistrzem kraju, a Borg zdobył wówczas 2 bramki w sezonie. W 1998 roku zespołowi nie udało się obronić mistrzowskiego tytułu, a Borg przesunięty do ataku zdobył 20 bramek w 17 ligowych meczach i został królem strzelców wyspiarskiej ekstraklasy. Wyczyn ten powtórzył także w 1999 roku, gdy zdobył 17 bramek w lidze, a B 36 zajął ponownie 3. miejsce w lidze. Kolejne sukcesy dla Borga i drużyny B 36 przyszły 2 lata później. W 2001 roku zdobyli mistrzostwo oraz puchar kraju. Latem 2003 roku podpisał profesjonalny kontrakt z Odense BK. Przez całą rundę jesienną nie zdołał przebić się do składu i tylko raz pojawił się na boisku. Na początku 2004 roku Borg wrócił na Wyspy Owcze do HB. W barwach tego klubu zadebiutował 6 czerwca w wygranych 5:2 derbach ze swoją dawną drużyną, B 36. Na koniec sezonu drużyna HB została mistrzem kraju, a Borg jako pomocnik zdobył 5 bramek w sezonie. W 2005 roku po reorganizacji rozgrywek ligowych, to B 36 został mistrzem, a HB z Borgiem zajęło 3. miejsce. Rok 2006 Borg zakończył z kolejnym tytułem mistrza kraju.
| Sezon   | Klub         | Kraj        | Rozgrywki                      | Mecze | Bramki |
| ------- | ------------ | ----------- | ------------------------------ | ----- | ------ |
| 1996    | B36 Tórshavn | Wyspy Owcze | Formuladeildin                 | 15    | 2      |
| 1997    | B36 Tórshavn | Wyspy Owcze | Formuladeildin                 | 15    | 2      |
| 1998    | B36 Tórshavn | Wyspy Owcze | Formuladeildin                 | 17    | 20     |
| 1999    | B36 Tórshavn | Wyspy Owcze | Formuladeildin                 | 17    | 17     |
| 2000    | B36 Tórshavn | Wyspy Owcze | Formuladeildin                 | 17    | 7      |
| 2001    | B36 Tórshavn | Wyspy Owcze | Formuladeildin                 | 17    | 8      |
| 2002    | B36 Tórshavn | Wyspy Owcze | Formuladeildin                 | 14    | 6      |
| 2003    | B36 Tórshavn | Wyspy Owcze | Formuladeildin                 | 0     | 0      |
| 2003/04 | Odense BK    | Dania       | Superligaen                    | 1     | 0      |
| 2004    | HB Tórshavn  | Wyspy Owcze | Formuladeildin                 | 13    | 5      |
| 2005    | HB Tórshavn  | Wyspy Owcze | Formuladeildin                 | 25    | 6      |
| 2006    | HB Tórshavn  | Wyspy Owcze | Formuladeildin                 | 24    | 10     |
|         |              |             | Łącznie w Formuladeildin       | 174   | 83     |
|         |              |             | Łącznie w duńskiej Superligaen | 1     | 0      |

## Kariera reprezentacyjna
W reprezentacji Wysp Owczych zadebiutował 19 sierpnia 1998 roku w przegranym 0:1 meczu z reprezentacją Bośni i Hercegowiny. Od tego czasu zagrał w reprezentacji ponad 60 razy. Swoją pierwszą bramkę w kadrze zdobył 27 kwietnia 2003 roku w wygranym 3:2 towarzyskim meczu z reprezentacją Kazachstanu. Rok później zdobył swojego drugiego gola w kadrze – także w wygranym 3:2 meczu, tym razem z reprezentacją Malty.

## Sukcesy
- Mistrzostwo Wysp Owczych: 1997, 2001 z B 36, 2004, 2006 z HB
- Puchar Wysp Owczych: 2001 z B 36
- Król strzelców Formuladeildin: 1998, 1999 w barwach B 36